# Zeitsouveränität
Zeitsouveränität ist die Selbstbestimmung des Individuums über die eigene Verwendung der Zeit. Im engeren Sinn bezeichnet sie die Möglichkeit, die eigene Arbeitszeit selbst zu bestimmen (working time autonomy, roster scheduling autonomy) und außerdem die gewählte Arbeitszeit selbständig weiter einzuteilen, also festzulegen, wann und in welcher Reihenfolge was gemacht wird, wobei die Auswahl der Aufgaben auf die bestehenden Aufträge beschränkt bleibt (siehe Aufgabenautonomie).
Zeitsouveränität und Zeitautonomie (auch: Zeitfreiheit) werden oft synonym verwendet. Bisweilen werden die Begriffe Zeitsouveränität und Zeitautonomie unterschieden, indem mit Zeitsouveränität spezieller die Möglichkeit der eigenständigen Verteilung der individuellen Arbeitszeiten bezeichnet wird und mit Zeitautonomie die Möglichkeit, das Zeitvolumen von Erwerbstätigkeit und Nichterwerbstätigkeit selbst zu bestimmen. Bisweilen wird der Begriff der Zeitsouveränität in anderer, aber verwandter Bedeutung im Sinne einer Fähigkeit verwendet.
Das Bedürfnis nach Zeitsouveränität bezieht sich sowohl auf die alltägliche Lebensführung wie auf die Gestaltung einer individuellen Arbeitsbiographie. Es steht im Zusammenhang mit Erfordernissen der Vereinbarkeit von Familie und Beruf sowie mit einem Wertewandel, der das Interesse an einer individuellen Gestaltung der Arbeitszeit nach Lebenssituation und Lebensstil einschließt. Im Zusammenhang einer Individualisierung und Flexibilisierung der Gesellschaft nimmt die Arbeitssoziologie sowohl die Zeitsouveränität durch flexible Arbeitsmodelle auch die Ortssouveränität durch Telearbeit zum Thema. Insbesondere im Zusammenhang mit der im Siebten Familienbericht der Bundesregierung hervorgehobenen Rush hour des Lebens wird das Erfordernis einer größeren Zeitsouveränität im Verlauf der Erwerbsbiografie zum Thema der Politik erhoben.

## Begriffsbildung
Es heißt, dass der Begriff der Zeitsouveränität, was den deutschen Sprachraum anbetrifft, erstmals 1974 durch Bernhard Teriet eingeführt wurde. Der Begriff wurde ab den 1980er Jahren vor allem im Bereich der Arbeitspolitik im Zusammenhang mit der Arbeitszeit verwendet.

## Zeitsouveränität als Selbstbestimmung der Zeiten der Erwerbstätigkeit
Zeitsouveränität als ein Merkmal der Arbeitszeitgestaltung im Sinne einer Selbstbestimmung von Verteilung und Volumen der Arbeitszeit gilt als personalwirtschaftliche Herausforderung.

### Arbeitsorganisation und Organisationskultur
- Voraussetzungen für positive Effekte

Das Ausmaß an Zeitsouveränität von Arbeitnehmern hängt vor allem von der Arbeitsorganisation ab. Modelle der flexiblen Arbeitszeit und der Teilzeitarbeit können Arbeitnehmern eine größere Zeitsouveränität gewähren als rigide Arbeitszeiten, sofern die Flexibilität weitgehend durch den Arbeitnehmer selbst bestimmt ist. Man spricht dann auch von Arbeitszeitautonomie. Im Zusammenhang mit einer Forderung nach Stabilität und selbstverantwortlicher Flexibilität von Arbeitszeiten hob die Arbeitnehmerkammer Bremen hervor, „dass flexible erwerbsarbeitsfreie Zeiträume erst dann zu einem realen Zeitgewinn für die Beschäftigten werden, wenn sie als feste Bestandteile im Wochenrhythmus zu einer berechenbaren Größe werden“. Arbeitgeberbestimmte flexible Arbeitszeiten, wie sie beispielsweise im KAPOVAZ-Modell gegeben sind, schränken die individuelle Zeitsouveränität hingegen ein.
Bei Modellen flexibler Arbeitsorganisation, etwa der Vertrauensarbeitszeit, spielt das Verständnis von Kollegen und Vorgesetzten für individuelle Zeitgestaltungswünsche eine wesentliche Rolle. Als wichtige Basis für eine gelungene Zeitgestaltung gelten daher Ähnlichkeiten, die private und berufliche Lebenssituation betreffend, unter Kollegen und Vorgesetzten. Ein ähnlicher Einfluss lässt sich auch bei Kundenbeziehungen beobachten.
Die subjektive Empfindung von Zeitsouveränität ist die von Freiheit. Sie geht über effizientes Zeitmanagement weit hinaus und beruht, neben äußeren Rahmenbedingungen, zu einem großen Teil auf der individuellen Einstellung zur Zeit. Sie kann sich in Form von Gelassenheit äußern. Sie gilt als entscheidendes Element einer gelungenen Work-Life-Balance.
- Gefahren

Freie Mitarbeiter, beruflich Selbständige und Freiberufler verfügen oft über eine weitgehende Zeitsouveränität. Durch Arbeitsdruck und Zeitnot sich ergebende Zwänge, Selbstausbeutung oder Situationen von Scheinselbständigkeit können die individuelle Souveränität aber stark eingrenzen. Auch bei fest Angestellten hängt die Zeitsouveränität stark von der Arbeitsorganisation ab: so kann auch bei denjenigen Angestellten, die im Prinzip selbst über die Verteilung der Arbeitszeit entscheiden können, die tatsächliche Zeitsouveränität unter Umständen gering sein. Es kann sich auch eine Entgrenzung der Arbeit ergeben, die eine Zeitsouveränität zwar nicht grundsätzlich ausschließt, sich aber bezüglich der tatsächlichen individuellen Souveränität ambivalent auswirken kann. Eine überhöhte Arbeitsbelastung beziehungsweise hohe Leistungsanforderungen, der Anspruch auf ständige zeitliche Verfügbarkeit oder eine auf Monate im Voraus festzulegende Zeitplanung können die individuelle Zeitsouveränität faktisch nahezu zunichtemachen.
Bisweilen wird kritisiert, dass auch Arbeitsverhältnisse auf Abruf teils als Gewinn an Zeitsouveränität ausgegeben würden.
Yvonne Lott, Expertin für Arbeitszeiten der Hans-Böckler-Stiftung, untersuchte Zusammenhänge zwischen Arbeitszeitmodellen, Verhalten und Arbeitsbelastungen von Frauen und Männern. Ausgewertet wurden dafür Angaben von gut 10.000 Personen aus der Haushaltsbefragung Sozio-oekonomisches Panel (SOEP) der Jahre 2011 und 2012. Modelle wie die völlige Arbeitszeitautonomie zeigten negative Folgen für die Work-Life-Balance. Im Einzelnen wurde unter anderem festgestellt:
- Bei Männern wirken sich selbstbestimmte, aber immer noch geregelte Arbeitszeiten (z. B. Gleitzeit) positiv auf die Work-Life-Balance aus.[9]
- Bei völlig selbstbestimmten Arbeitszeiten fallen Abschalten und abendliche Ruhe Männern – und nur diesen! – viel schwerer als bei festen Zeiten. Yvonne Lott sieht die Ursache hierfür darin, „dass gerade Männer dazu neigen, ohne vorgegebene Grenzen übermäßig lange zu arbeiten“. Dagegen nutzten Frauen als „typischerweise geübtere Grenzgängerinnen“ die zeitliche Flexibilität eher für die Koordination von Haus- und Sorgearbeit mit bezahlter Arbeit statt für unzählige Überstunden.[9]

### Recht
Rechtliche Rahmenbedingungen können einen Anspruch auf eine gewisse Zeitsouveränität begründen. So haben nach den Maßgaben des deutschen Gesetzes über Teilzeitarbeit und befristete Arbeitsverträge (TzBfG) alle Arbeitnehmer grundsätzlich einen Rechtsanspruch auf Teilzeitarbeit. Auch Regelungen wie Bestimmungen zum Anspruch auf Elternzeit oder Rahmenbedingungen zu Altersteilzeit und flexiblem Renteneintritt können im Lebenslauf zu größerer Wahlfreiheit und Zeitsouveränität führen.
Arbeitsmodelle wie vor allem die Arbeitsbereitschaft, aber auch der Bereitschaftsdienst und in abgeschwächter Form die Rufbereitschaft verlangen eine zeitliche und teilweise örtliche Verfügbarkeit des Arbeitnehmers. Die Einschränkung der Zeit- und Ortssouveränität geschieht allgemein nicht unentgeltlich: die Bezahlung richtet sich dabei nach dem Arbeitsvertrag, den Betriebsvereinbarungen oder dem Tarifvertrag. Alternativ kann ein Zeitausgleich vereinbart werden. Eine Vereinbarung, dass Bereitschaft unentgeltlich zu leisten sei, kann wegen Sittenwidrigkeit nichtig sein.

## Zeitsouveränität als Fähigkeit
Wird Zeitsouveränität im Sinne einer Fähigkeit ausgelegt, bezeichnet sie die persönliche „Fähigkeit, über Zeit zu verfügen“, bzw. als die Fähigkeit, die eigene Zeit in sinnvoller Weise einzusetzen. In dieser Bedeutung kann sie beispielsweise die Fähigkeit zum Zeitmanagement und eine Fähigkeit zu sinnerfüllter Freizeit und Erholung einschließen.
Helga Knigge-Illner schreibt in ihrem Buch Der Weg zum Doktortitel. Strategien für die erfolgreiche Promotion: Zeitsouveränität besitzen bedeutet,
- seine Zeit für das Erreichen eigener wichtiger Ziele nutzen zu können,
- Zeitbewusstsein zu haben, das heißt einschätzen zu können, wie viel Zeit man jeweils für bestimmte Aktivitäten benötigt,
- und generell ökonomisch mit seiner Zeit umzugehen.